# Geena Alexandra
Geena Alexandra (* 27. April in Houston, Texas), auch als Geena Bocci bekannt, ist eine US-amerikanische Schauspielerin.

## Leben
Geena Alexandra wurde in Houston als Drilling geboren. Sie übt mehrere Kampfkünste wie Daitō-ryū Aiki-jūjutsu, Aikidō, Jiu Jitsu, Judo, Taekwondo, Boxen und Kickboxen aus. Bis einschließlich 2018 trat sie unter dem Namen Geena Bocci in Erscheinung. Sie wirkte 2014 in mehreren Kurzfilmproduktionen mit. 2015 spielte sie in einer Episode der Fernsehserie From Dusk Till Dawn: The Series mit und gab im selben Jahr in der Produktion Never Quit ihr Spielfilmschauspieldebüt. 2017 war sie unter anderen in zwei Episoden der Fernsehserie Living Vee als Carley und als Episodendarstellerin in der Fernsehdokuserie Tödliche Stille zu sehen. 2023 übernahm sie die größere Rolle der Reena im Science-Fiction-Mockbuster Transmorphers 2: Kriegsbestien-Mech, die zur Widerstandsbewegung gegen eine außerirdische Invasion durch Roboter gehört.

## Filmografie (Auswahl)
- 2014: Date Wars 4 (Kurzfilm)
- 2014: The Lonely's (Kurzfilm)
- 2014: Are You Pleased (Kurzfilm)
- 2014: The Day (Kurzfilm)
- 2014: Conceal and Prowl (Kurzfilm)
- 2015: From Dusk Till Dawn: The Series (Fernsehserie, Episode 2x04)
- 2015: Never Quit
- 2016: The Dream Boy (Kurzfilm)
- 2017: Living Vee (Fernsehserie, 2 Episoden)
- 2017: Artist's Baby (Kurzfilm)
- 2017: Tödliche Stille (Dead Silent, Fernsehdokuserie, Episode 2x06)
- 2017: Kiss and Tell (Kurzfilm)
- 2017: Insta Addicts (Kurzfilm)
- 2018: Everything You Know Is a Lie (Kurzfilm)
- 2018: The Girls Next Door vs. The Girls Across The Street (Kurzfilm)
- 2018: Po' Psi Broke (Miniserie)
- 2018: Waiting (Kurzfilm)
- 2018: Enchanted Forest (Kurzfilm)
- 2023: Transmorphers 2: Kriegsbestien-Mech (Transmorphers: Mech Beasts)
- 2023: Snow White and the Seven Samurai

## Theater (Auswahl)
- Mock Trial, South Texas Law School
- 7th Annual Evening of Shorts, Lone Star College